# Зеведей
Зеведей (букв. — Дар Божий) — персонаж Библии, муж последовательницы Иисуса Христа Саломии, отец апостолов Иакова Старшего и Иоанна.
Зеведей и Саломия жили на берегу Геннисаретского озера, вероятно, в Вифсаиде, где Зеведей зарабатывал на жизнь рыболовством. Из упоминания в Евангелии о его работниках и из знакомства его сына с первосвященником Анною можно предположить, что семейство Зеведеев было довольно состоятельное, хотя и жило ручным трудом.

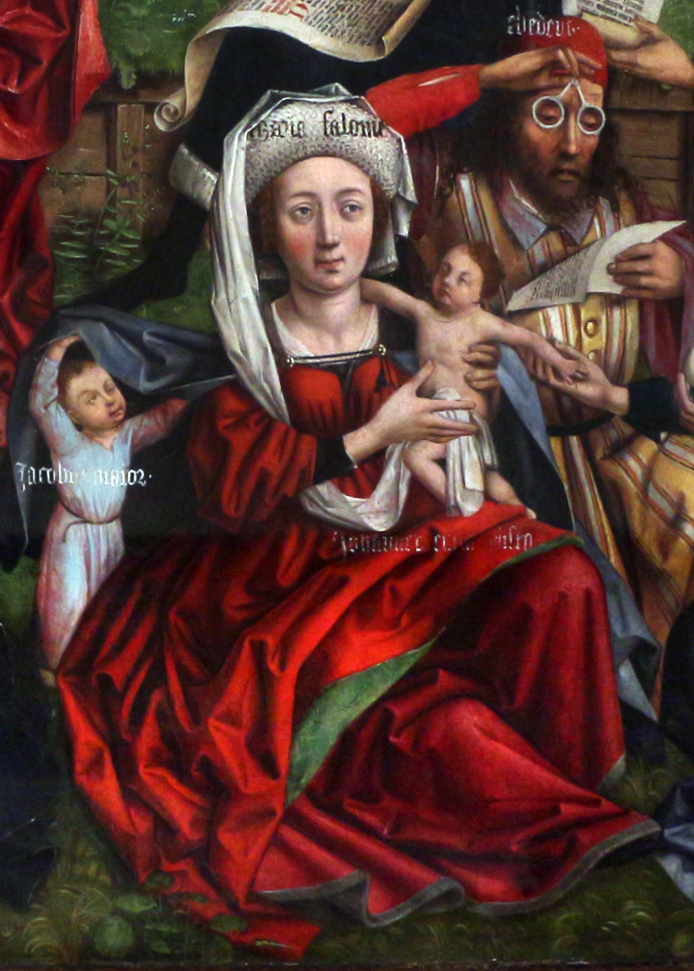
Семья Зеведеев

Имя Зеведей в евангельском повествовании появляется только однажды, именно у евангелистов Матфея и Марка, где он представляется со своими сыновьями, сидящими в лодке и чинящими рыболовные сети. По первому слову Спасителя Зеведей позволил обоим своим сыновьям следовать за Спасителем, хотя сам он, по-видимому, не был учеником Христа. Впрочем, эта готовность так скоро отпустить своих сыновей Иакова и Иоанна за Иисусом даёт основание думать, что он или вследствие проповеди Иоанна Крестителя, или по другой какой причине принадлежал, подобно Симеону Богоприимцу, к числу лиц, ждавших утехи Израилевой.
О дальнейшей жизни Зеведея сведений не имеется, хотя и думают, что он умер до страданий Господа (подробнее см. Страсти Христовы).